# 丸岡城 (越中国)
丸岡城（まるおかじょう）は、富山県南砺市西赤尾にあった戦国時代の日本の城（山城）。

## 概要

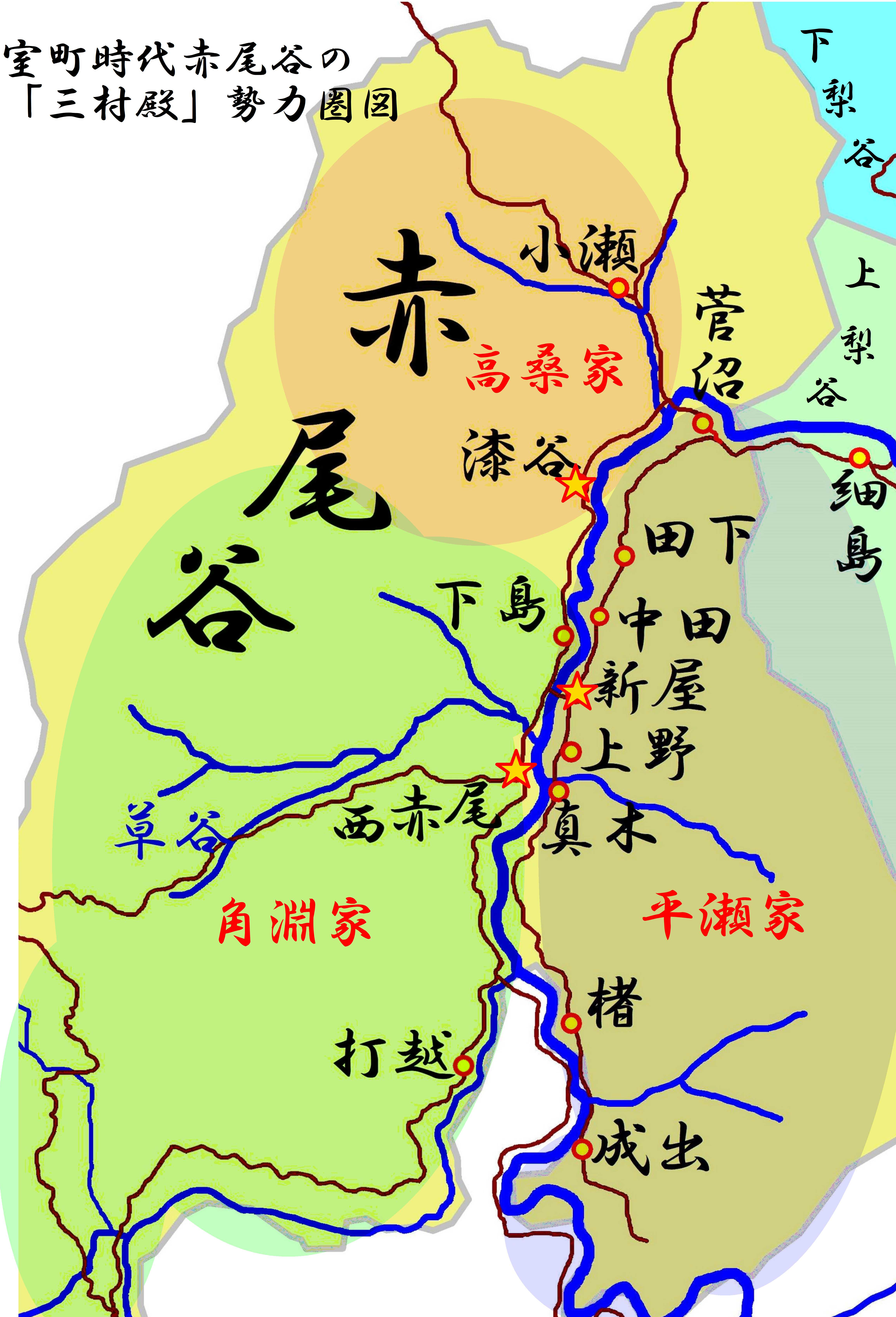
室町時代五箇山赤尾谷の「三村殿」勢力圏図。

「新屋道場由来記」によると、中世の赤尾谷地域は（1）平瀬氏の治める新屋を中心とした庄川東岸一帯、（2）角淵氏の治める西赤尾を中心とした庄川西岸南部一帯、（3）高桑氏の治める漆谷を中心とした庄川西岸北部一帯、の三地域に分かれていたという。赤尾谷が三地域に区分されていたことは、赤尾行徳寺に現存する古文書で「赤尾三村」との表記が見られることからも裏付けられる。
また、富田景周の『故墟考』では丸岡城について「角淵新右衛門居たり、無伝」と紹介されており、丸岡城は庄川西岸を支配する角淵氏の居館であったようである。赤尾行徳寺の開祖として著名な道宗は角淵氏の出であると伝えられているが、五箇山史研究者の高桑敬親はこの角淵氏を南朝の落人であると推定する。すなわち、角淵新右衛門は新田義貞によって北陸に連れて来られた武士であり、上野国佐波郡角渕村を本貫とすることから角淵氏を称し、丸岡城を築いて西赤尾に定着したとする説を高桑は提唱している。
また、高桑は南朝の宗良親王に「越の白山冬深し」「谷深き雪」といった情景を詠った歌があることから、宗良親王が五箇山の丸岡城に滞在したとする説も唱えているが、他の史料によって確認することのできない憶測に留まる。
丸岡城の位置する西赤尾集落は南は庄川沿いに白川郷へ、西はブナオ峠から刀利・湯涌を経て金沢へ、北は砺波平野に道が通じる交通の要衝でもあった。丸岡城は、こうした交通の要衝を押さえるために築かれた城館であると考えられている。
城跡はかつて上平村で植物園を造る計画があり、その時に削平が行われてしまったため遺構は残っていない。ただし、江戸時代に作成された「五ヶ山西赤尾町村領字丸岡と中所二有之古城跡見取絵図」図面が残されており、「城跡」と「櫓跡体之所」という遺構があったことが分かる。上述の削平によって「城跡」の遺構は確認できないが、「櫓跡」は土塁で囲まれた平坦面と、その下の平坦面が残っている。
地元の西赤尾集落で「櫓跡」のことを「城の腰」、「櫓跡」から行徳寺に下りる坂道を「ヤグラ道」と呼んでいることも、「絵図」の記述を裏付けている 。「絵図」では現在の行徳寺の所在地に「門口体之所」と記し、土塁で囲まれた長方形の居館を描いている。居館に接するように街道が描かれていることから、この居館は丸岡城主の日常の居館で、関所としての機能も兼ねていたと考えられる。